# 1291

## Události
- 1. srpna Uzavřením „smlouvy o věčném spolku“ mezi Schwyzem, Uri a Unterwaldenem vzniká Švýcarská konfederace.
- Mamlúci dobývají Týros.
- Kunhuta Přemyslovna vystupuje z kláštera a vdává se za Boleslava II. Mazovského
- dobyta poslední křižácká pevnost Akkon – konec křížových výprav

## Narození
- 8. února – Alfons IV. Portugalský, portugalský král († 28. května 1357)
- 9. března – Cangrande I. della Scala, vládce Verony, Padovy a Vicenzy († 22. června 1329)
- 14. prosince – Plichta ze Žerotína, český rytíř († 28. září 1322)
- Filip V., francouzský král († 3. ledna 1322)
- Klement VI., papež († 6. prosince 1352)
- Philippe de Vitry, francouzský básník a hudební skladatel († 1361)

## Úmrtí
- 18. května – Vilém z Beaujeu, velmistr Templářů (* cca 1243)
- 18. června – Alfons III. Aragonský, král aragonský a valencijský (* 1265)
- 24. června|25. června – Eleonora Provensálská, anglická královna jako manželka Jindřicha III. Plantageneta (* 1223)
- 15. července – Rudolf I. Habsburský, římský král (* 1. května 1218)
- Gerhard ze Zbraslavi a Obřan, český šlechtic (* před 1261)

## Hlava státu
- České království – Václav II.
- Svatá říše římská – Rudolf I. Habsburský
- Papež – Mikuláš IV.
- Anglické království – Eduard I.
- Francouzské království – Filip IV. Sličný
- Polské knížectví – Václav I. Český
- Uherské království – Ondřej III.
- Kastilské království – Sancho IV. Kastilský
- Byzantská říše – Andronikos II. Palaiologos
- Osmanská říše – Osman I.